# Disney+ Hotstar
Disney+ Hotstar (conocido como Hotstar en algunos países y JioHotstar en India) es un servicio de streaming indio propiedad de Novi Digital Entertainment (subsidiaria de Disney Star) y operado por Disney Streaming, ambas unidades subordinadas de The Walt Disney Company. 
Lanzada en un inicio como Hotstar a secas, la plataforma poseía en su oferta contenido de Star India producido para sus cadenas de televisión locales. Su catálogo estaba compuesto por películas, series de televisión y eventos deportivos en vivo, además de ofrecer programación propia producida especialmente para la plataforma y contenido de empresas terceras como HBO y Showtime. Dado el considerable crecimiento del número de usuarios por internet móvil en India, Hotstar se convirtió rápidamente en la plataforma streaming con más suscriptores en el país.
Tras la adquisición del conglomerado matriz de Star India (21st Century Fox) por parte de Disney en 2019, Hotstar cambió de nombre en abril de 2020 y agregó programación propia de Disney+ a su plataforma, junto con contenido producido por empresas propiedad de Disney como Walt Disney Studios, Lucasfilm, Marvel Studios, National Geographic y Pixar. El nuevo nombre del servicio pasó a ser Disney+ Hotstar.
Fuera de la India, Disney+ Hotstar también se encuentra disponible en Indonesia, Malasia y Tailandia con el mismo tipo de contenido. La plataforma posee programado su lanzamiento en Filipinas y Vietnam para 2022. En Canadá, Singapur, Mundo árabe, Reino Unido y Estados Unidos, Hotstar opera como un servicio streaming separado, dirigido a ciudadanos hindúes en el extranjero. Su contenido en esos países está compuesto por programas locales y contenido deportivo de Star India.

## Historia

Logotipo de Hotstar entre 2015 y 2020.

Star India lanzó oficialmente Hotstar el 11 de febrero de 2015 después de quince meses de desarrollo, coincidiendo con la Copa Mundial de Cricket 2015 y la próxima Premier League India 2015 (para la cual Star había adquirido los derechos de transmisión). El servicio con publicidad incluía inicialmente una biblioteca de más de 35.000 horas de contenido en siete idiomas regionales, así como cobertura de transmisión en vivo de deportes como fútbol y kabaddi, y cricket en diferido. El CEO de Star, Sanjay Gupta, consideró que "[no había] muchas plataformas disponibles para los consumidores indios que ofrecieran contenido curado de alta calidad además de, digamos, YouTube", y explicó que el servicio atraería de manera más prominente al creciente grupo demográfico de jóvenes adultos y contaba con publicidad "muy dirigida". Estimó que para 2020, el servicio podría representar casi una cuarta parte de los ingresos anuales de Star.
En abril de 2016, Hotstar lanzó una nueva sección de suscripción orientado principalmente a programas internacionales y contenido deportivo premium. El servicio se lanzó junto con un nuevo acuerdo para llevar contenido de HBO sin cortes en la plataforma, y su lanzamiento coincidió con el estreno de la temporada 6 de Game of Thrones.
El lanzamiento en 2016 de la red LTE del operador inalámbrico Jio, estimuló el crecimiento de la banda ancha móvil en la India y, a su vez, se le atribuyó el mérito de haber impulsado el crecimiento de los servicios de streaming en el país. Si bien los servicios de origen estadounidense como Amazon Prime Video y Netflix experimentaron cierto crecimiento en el mercado indio, Hotstar se ha mantenido como el servicio de transmisión dominante. En julio de 2017, las aplicaciones de Hotstar habían alcanzado los 300 millones de descargas, y se informó que era la aplicación de transmisión de video más importante del país.
En mayo de 2018, se informó que el servicio tenía entre 75 – 100 millones de usuarios activos por mes. En septiembre de 2018, el CEO de Hotstar, Ajit Mohan, se fue para convertirse en vicepresidente y director gerente de Facebook India. Ese mes, se informó que el servicio había comenzado a reestructurar su liderazgo para tener ejecutivos separados para sus servicios premium y con publicidad y, con la ayuda de nuevos fondos de Star US Holdings, planeaba aumentar su producción de contenido original para competir mejor con Amazon y Netflix, en medio de preocupaciones de que el servicio comenzara a generar perdidas económicas.
Para 2019, el servicio tenía más de 150 millones de usuarios activos mensualmente. En marzo de 2019, antes de la Indian Premier League de 2019, Hotstar migró a los suscriptores existentes de su plan All Annual Sports a un nuevo plan básico conocido como Hotstar VIP. Concebido como una opción introductoria, incluye acceso a contenido deportivo (incluida la IPL, la Copa Mundial de Cricket 2019 y la Premier League inglesa), acceso anticipado a las series antes de su transmisión televisiva y series originales del nuevo banner Hotstar Specials. El Director de Producto, Varun Narang, describió la oferta como "una propuesta de valor construida con la audiencia india en el centro de la misma".

### Adquisición por Disney, integración con Disney+ y fusión con JioCinema
Star, y a su vez Hotstar, fueron adquiridos por The Walt Disney Company en 2019, como parte de la adquisición de su empresa matriz en EE. UU., 21st Century Fox.
Durante una conferencia de ganancias en febrero de 2020, Bob Iger anunció que su marca de transmisión internacional recientemente lanzada Disney+ y su programación original se integrarían en Hotstar como parte de un relanzamiento el 29 de marzo de 2020. Iger afirmó que el lanzamiento del servicio, originalmente programado para coincidir con la apertura de la Indian Premier League 2020, aprovecharía la "plataforma probada" de Hotstar y la base de clientes existente. The Motley Fool describió a Hotstar como el "arma secreta" de Disney en el mercado, debido a su posición ya dominante.
Hotstar comenzó a lanzar el servicio ampliado para algunos usuarios en marzo. El 20 de marzo de 2020, en reconocimiento de la pandemia de COVID-19 y el aplazamiento de la temporada de la IPL, Disney anunció que había pospuesto el lanzamiento hasta el 3 de abril. El servicio se lanzó oficialmente con un "estreno virtual en la alfombra roja" de El rey león y la serie The Mandalorian de Disney+, con los actores Rana Daggubati, Katrina Kaif, Shraddha Kapoor, Hrithik Roshan y Tiger Shroff participando en interacciones en vivo. El precio del servicio Hotstar Premium también se incrementó con el lanzamiento.
El 2 de mayo, Star anunció que distribuiría el servicio de forma gratuita a los trabajadores migrantes en Singapur hasta el 21 de julio, para mejorar la moral en medio del impacto de la pandemia del COVID-19. En junio de 2020, Hotstar nombró a Sunil Rayan, exejecutivo de Google, como su nuevo presidente.
El 26 de diciembre de 2023, Disney informó la intención de escindir Hotstar y fusionarlo con JioCinema, un ASVOD de la India propiedad de Reliance Industries Ltd.
En noviembre de 2024, Reliance Industries y Disney fusionaron sus activos de medios por valor de 8.500 millones de dólares y en diciembre de 2024, Reliance Industries adquirió el dominio jiohotstar.com, dando lugar a especulaciones de que Disney+ Hotstar y JioCinema se fusionarían oficialmente en una sola plataforma. Esta fusión ocurriò el 14 de febrero de 2025, cuando Disney+ Hotstar se actualizó en India, con el nuevo nombre JioHotstar.

## Contenido

### Subcontinente indio
Disney+ Hotstar Tiene presencia en India, Pakistán, Bangladés, Nepal, Bután, Sri Lanka y Maldivas. 
El servicio funciona como un servicio gratuito con publicidad y dos niveles basados en suscripción. El servicio con publicidad incluye acceso a películas indias seleccionadas y series Star después de su transmisión televisiva. La suscripción VIP de Disney+ Hotstar está orientada al contenido nacional, incluidas las series de los canales de televisión en idioma indio de Star y la sección de Hotstar Specials, acceso anticipado a los programas seriales de televisión de Star antes de su estreno televisivo, cobertura de cricket, fútbol de la Premier League del Reino Unido, y acceso al contenido del Universo Cinematográfico de Marvel. El nivel Disney+ Hotstar Premium agrega acceso a películas y series internacionales, incluida la programación original de Disney+ y las bibliotecas de The Walt Disney Studios y Walt Disney Television, Lucasfilm (incluida la franquicia Star Wars), Marvel Studios y National Geographic, además del contenido con licencia de terceros.
Algunos de los primeros contenidos originales del servicio incluían el programa de periodismo satírico On Air With AIB y CinePlay. En marzo de 2019, el servicio lanzó una nueva sección de contenido original premium, Hotstar Specials, con la primera producción de Roar of the Lion, una miniserie de docudrama que narra al equipo Chennai Super Kings en la Indian Premier League 2018. Hotstar declaró que estas series tendrían al menos seis episodios de duración, estarían disponibles en siete idiomas regionales (bengalí, hindi, kannada, malayalam, marathi, tamil y telugu) y se centrarían en proporcionar "gran escala, drama de alta calidad". Hotstar se asoció con una gran cantidad de cineastas indios para producir series para la marca.
En diciembre de 2015, Hotstar obtuvo los derechos de transmisión de series originales de HBO actuales y pasadas, como parte del acuerdo más amplio de Star con la cadena. Llegó a un acuerdo similar con Showtime en julio de 2017. Los derechos sobre el nuevo contenido de Showtime más tarde se trasladaron al servicio de streaming Voot de Viacom18 (una compañía hermana de Showtime a través de la empresa matriz ViacomCBS).
En octubre de 2018, Hotstar se asoció con la plataforma Hooq para ofrecer su contenido en su servicio premium, incluidos los derechos de películas y series de sus copropietarios Sony Pictures y Warner Bros., así como de sus otros socios de contenido. La asociación terminó tras el cierre de Hooq en abril de 2020.
En junio de 2020, Hotstar anunció que comenzaría a ofrecer estrenos directos de películas indias bajo el lema "Disney+ Hotstar Multiplex" debido a los cierres de los cines relacionados con la pandemia de COVID-19, comenzando con Dil Bechara de Fox Star Studios el 24 de julio de 2020, seguido de The Big Bull, Lootcase, Khuda Haafiz, Laxmmi Bomb, Bhuj: The Pride of India, Sadak 2 y Mookuthi Amman.

### Sudeste de Asia (excepto Singapur y Vietnam)
Las versiones de Indonesia y Malasia de Disney+ Hotstar se han centrado mucho en contenido local de aquellos países. En Indonesia, Hotstar llegó a acuerdos de emisión de contenido con estudios locales como Falcon Pictures, MD Pictures, Rapi Films, Soraya Intercine Films, Screenplay Films y Starvision Plus, entre otros, y también adquirió estrenos directos exclusivos (que están siendo comercializados bajo la marca Hotstar Originals). El servicio también lleva películas de Bollywood subtituladas y/o dobladas en el idioma indonesio para atraer a la población hindú. La versión malaya del servicio también ha llegado a acuerdos con estudios locales (como Primeworks Studios, Les 'Copaque Production y Animonsta Studios) para llevar películas en la plataforma, y algunas se lanzan directamente.
La versión de Tailandia presenta una variedad de contenido de Asia oriental de Corea del Sur, Japón, Hong Kong y Taiwán, así como películas y series de aquel país después de que Hotstar llegara a acuerdos de emisión de contenido con estudios tailandeses como GDH 559, Sahamongkolfilm, Kantana Group, One 31 y GMM 25.

## Lanzamiento
El 4 de septiembre de 2017, Star Sports adquirió la totalidad de los derechos de transmisión de la Indian Premier League, y Hotstar actuó como titular internacional de los derechos digitales. Posteriormente, Hotstar lanzó un servicio de suscripción internacional en Canadá y Estados Unidos, destinado a proporcionar su contenido y deportes nacionales de la India. Hotstar se lanzó en el Reino Unido el 13 de septiembre de 2018, coincidiendo con la Copa Asia 2018. El 4 de enero de 2019, Star discontinuo sus canales de televisión en Estados Unidos (como Star Plus), y cambió su enfoque en aquel país a Hotstar.
En agosto de 2019, el CEO de Disney, Bob Iger, declaró que había planes para la expansión de Hotstar al sudeste asiático. En agosto de 2020, se anunció que Disney+ Hotstar se lanzaría en Indonesia el 5 de septiembre de 2020, marcando la primera expansión del servicio unificado fuera de India. El 19 de octubre de 2020, Star India anunció el lanzamiento de Hotstar en Singapur, que tuvo lugar el 1 de noviembre de 2020. El 25 de febrero de 2021, se informó que Disney+ Hotstar se lanzaría en Malasia, Filipinas y Tailandia durante 2021. El servicio se lanzó en Malasia el 1 de junio de 2021 y Tailandia el 30 de junio.
| Fecha                                                                          | País/Territorio | Socio de lanzamiento |
| ------------------------------------------------------------------------------ | --------------- | -------------------- |
| 11 de febrero de 2015 (como Hotstar) 3 de abril de 2020 (como Disney+ Hotstar) | India           | Ninguno              |
| 5 de septiembre de 2020                                                        | Indonesia       | Telkomsel            |
| 1 de junio de 2021                                                             | Malasia         | Astro                |
| 30 de junio de 2021                                                            | Tailandia       | AIS                  |
| 2021                                                                           | Filipinas       |                      |
| 2022                                                                           | Vietnam         |                      |

| Fecha                    | País/Territorio | Socio de lanzamiento |
| ------------------------ | --------------- | -------------------- |
| 4 de septiembre de 2017  | Canadá          | Ninguno              |
| 4 de septiembre de 2017  | Estados Unidos  | Ninguno              |
| 13 de septiembre de 2018 | Reino Unido     | Ninguno              |
| 1 de noviembre de 2020   | Singapur        | StarHub              |

## Audiencia
Hotstar generó al menos 340 millones de visitas a lo largo de la Copa Mundial de Cricket 2015 y más de 200 millones durante la temporada 2015 de la Indian Premier League.
La Premier League india de 2019 batió repetidamente récords de audiencia simultánea en Hotstar, y la final de 2019 estableció un nuevo pico de "récord mundial" de 18,6 millones. El sitio web estadounidense TechCrunch atribuyó estas ganancias al gran crecimiento del uso de Internet en el país. Esto fue superado durante la semifinal del Mundial de Cricket 2019 entre India y Nueva Zelanda, con 25,3 millones. Después del partido India-Pakistán al principio del torneo, Hotstar superó los 100 millones de usuarios diarios.

## Censura
La serie de HBO Last Week Tonight enfrentó varios casos de censura en Hotstar desde la compra del servicio por parte de Disney; Se editaron dos episodios para eliminar las bromas que hacen referencia a los personajes de Disney, incluido un episodio de noviembre de 2019 en el censo de EE. UU. relacionado con un anuncio de servicio público con Mickey Mouse (donde Oliver afirmó que el personaje era un "adicto al crack"; también se recortó una escena para ocultar un gráfico relacionado con la broma), y un comentario acerca de que el pene del pato Donald "tiene forma de sacacorchos " durante un episodio en el que se habla de la política del hijo único de China. En febrero de 2020, Hotstar se negó a transmitir un episodio que contenía segmentos críticos del primer ministro indio Narendra Modi, que había alegado que su política de nacionalismo hindú era una amenaza creciente para la democracia en India.
El presentador del programa, John Oliver, abordó los tres casos de censura por parte de Hotstar en el episodio del 8 de marzo de 2020. Sin embargo, puso un mayor énfasis en la censura de las referencias de Disney (aludiendo a su papel de Zazu en la nueva versión CGI de Disney de El Rey León en 2019), y en broma argumentó que le molestaba la censura de su broma "objetivamente precisa" del Pato Donald más que la del ministro Modi.

## Idiomas en los que opera
- Idioma inglés
- Idioma francés
- Idioma portugués
- Idioma español
- Idioma chino o chino mandarín o mandarín estándar o chino estándar moderno.
- idioma hindi
- Idioma bengalí
- Idioma canarés
- Idioma malabar
- Idioma maratí
- Idioma tamil
- Idioma télugu
- idioma urdu
- Idioma dzongkha o butanés
- Idioma maldivo
- Idioma birmano
- Idioma malayo
- Idioma jemer o camboyano
- Idioma tagalo o Idioma filipino
- Idioma indonesio
- Idioma lao
- Idioma tailandés
- Idioma tetun